# Stanwell, England
Stanwell är en ort i distriktet Spelthorne, i grevskapet Surrey, i England. Orten hade 11 723 invånare år 2021. Stanwell var en civil parish fram till 1974. Civil parish hade 8 148 invånare år 1951. Byn nämndes i Domedagsboken (Domesday Book) år 1086, och kallades då Stanwelle.